# Edmé-Camille Martin-Daussigny
Edmé-Camille Martin-Daussigny, né le 29 août 1805 à Bordeaux et mort le 26 juin 1878 à Lyon, est un peintre, écrivain, lithographe, archéologue et conservateur de musée français.
Il fut directeur des musées de Lyon de 1870 à 1878.

## Biographie

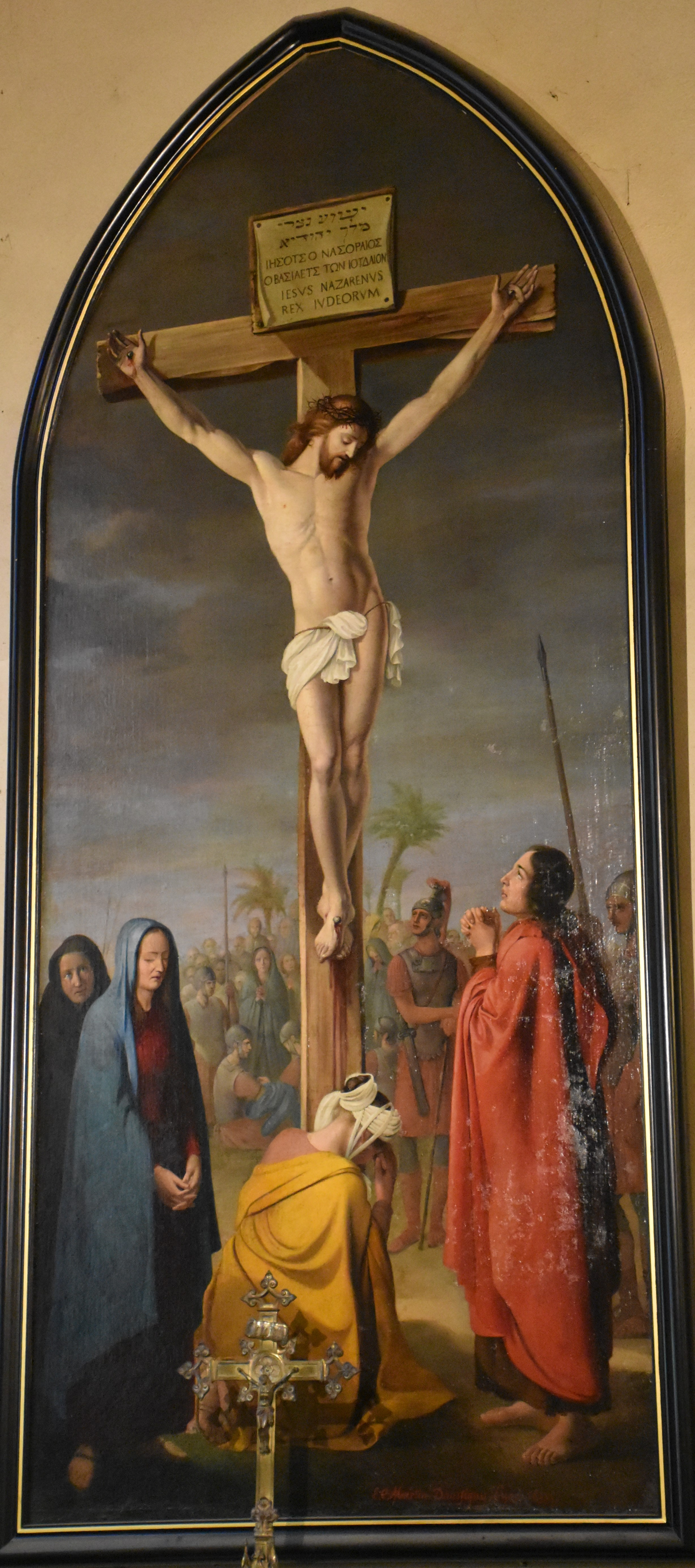
La Crucifixion (1839), Lyon, église Saint-Paul.

Edmé-Camille Martin-Daussigny est élève de Pierre Révoil.
Il a été conservateur au musée gallo-romain de Lyon, et a notamment participé en 1868 à la récupération d'une mosaïque représentant Cérès. 
Le 6 juin 1854, il est élu à la section Lettre de l'académie des Sciences, Belles-Lettres et Arts de Lyon.  